# Graffenrieda harlingii
Graffenrieda harlingii är en tvåhjärtbladig växtart som beskrevs av John Julius Wurdack. Graffenrieda harlingii ingår i släktet Graffenrieda och familjen Melastomataceae. IUCN kategoriserar arten globalt som sårbar.
Artens utbredningsområde är Ecuador. Inga underarter finns listade i Catalogue of Life.